# Turzec (Majkowice)
Turzec – część wsi Majkowice w Polsce, położona w województwie małopolskim, w powiecie bocheńskim, w gminie Bochnia.
Dawniej gmina jednostkowa, licząca (wraz z Majkowicami Starymi) w 1869 roku 235 mieszkańców.